# Königsmantel Wilhelms I. der Niederlande
Der vom derzeitigen Oberhaupt der Niederlande Willem-Alexander bei seiner Amtseinführung getragene Ornat geht auf den Königsmantel Wilhelms I. der Niederlande zurück. Reste dieses Königsmantels befinden sich, sechs Generationen später, noch an der heutigen Robe. In der ersten Ausführung wurde er von Fürst Wilhelm I. im Jahr 1815 bei seiner Ernennung zum König getragen.
Die Fürsterhebung und die Inthronisation zum König Wilhelms I., in den Niederlanden jeweils „Huldigung“ genannt, legten die Basis für die folgenden Herrschergenerationen des Hauses Oranien, des regierenden Königshauses der Niederlande.

## Allgemein
Ein Königsmantel ist ein traditionelles, repräsentatives, meist ärmelloses Kleidungsstück von Staatsoberhäuptern. Der Niederländische Königsmantel (ursprünglich „troonmantel“) des jeweiligen Königs oder der Königin besteht aus rotem Samt mit goldgestickten niederländischen Wappenlöwen; er ist mit Hermelinpelz ausgefüttert und verbrämt. Da die niederländischen Oberhäupter heute nicht mehr gekrönt, sondern ihnen bei der Amtseinführung nur noch feierlich gehuldigt wird, ist es angemessener, ihn als Königsmantel und nicht wie in anderen Ländern als Krönungsmantel zu bezeichnen.
Man sagte dem Hermelin solche „Reinigkeit“ nach, dass es „lieber durch Feuer laufet als in etwas unreines“. Diese Vorstellungen haben wohl bewirkt, dass Hermelinfell jahrhundertelang nur zu Kleidung allerhöchster Würdenträger verwendet werden durfte, obwohl es viele weit kostbarere Felle gab und gibt. Hermelin gilt allgemein als Pelz der Kaiser und Könige. In England proklamierte König Eduard III. etwa in der Mitte des 14. Jahrhunderts das Hermelin zum königlichen Pelz. Charakteristisch für den Pelz als Standeszeichen sind die aufgesetzten Hermelinschweife mit ihren schwarzen Schwanzspitzen („getupftes“ Hermelin). Als heraldisches Pelzwerk erscheint das stilisierte Hermelin zudem als Rangzeichen beziehungsweise Herrschaftssymbol in den Wappen vieler Fürstenhäuser.
Der Fürsten- oder Königsmantel aus purpurrotem Samt ist ein mit Hermelin verbrämter und gefütterter Umhang, eine Form, die aus dem damals gebräuchlichen Mantel gehobener Stände hervorgegangen ist. Samt ist seit Ende des Mittelalters der bevorzugte Stoff für Prunkgewänder. Seit Mitte des 12. Jahrhunderts begünstigte die Mode für diese ärmellosen Mäntel Pelzfutter und -besatz, Hermelin wurde allmählich zum auserwählten Pelz fürstlicher Personen, ebenso für höchste klerikale Würdenträger. Im frühen 14. Jahrhundert kam der schulterbreite Pelzkragen hinzu; ebenfalls mit Hermelin besetzt ist er künftig bezeichnend für den Fürstenmantel, insbesondere als die breite Kragenform im 15. Jahrhundert aus der allgemeinen Mode wieder verschwunden ist. Vielfach wird der Ornat durch eine mit Hermelin verbrämte, oft an eine Krone erinnernde, Kopfbedeckung komplettiert. Beim fürstlichen Frauenmantel fehlt der große Hermelinkragen.

## Historie des heutigen Niederländischen Königsmantels
Der heutige Hermelinmantel, zuletzt von Willem-Alexander bei seiner Huldigung am 30. April 2013 getragen, hat seinen Ursprung im Jahr 1815. Die erste Ausführung wurde für die Inthronisation von Wilhelm I. geschaffen. Außer während der Einführung des jeweils nächsten königlichen Staatsoberhaupts befand er sich mehr als 130 Jahre lang in der Pelzkonservierung der Hofkürschnerei Arbeiter. Die Firma führte in dieser Zeit auch die anfallenden Reparaturen, Änderungen und Erneuerungen aus.
Die an der ersten Ausführung des Mantels befestigten, mit einem Schwert und einem Pfeilbündel bewehrten, gekrönten nassauischen Löwen, haben die Zeit überdauert und befinden sich wieder an der heutigen, letzten Version.

### Der Mantel von Wilhelm I.

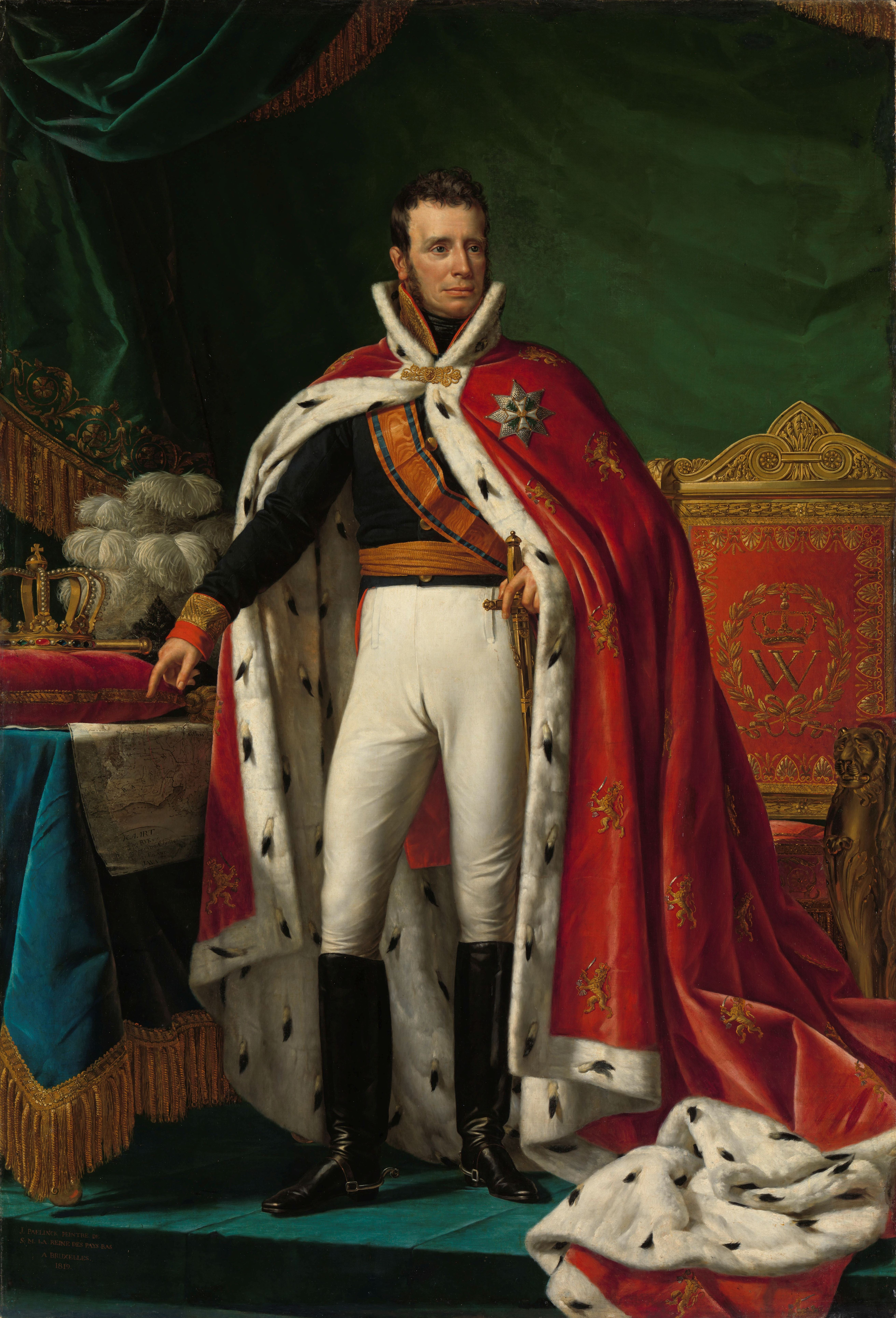
Wilhelm I. im Krönungsornat

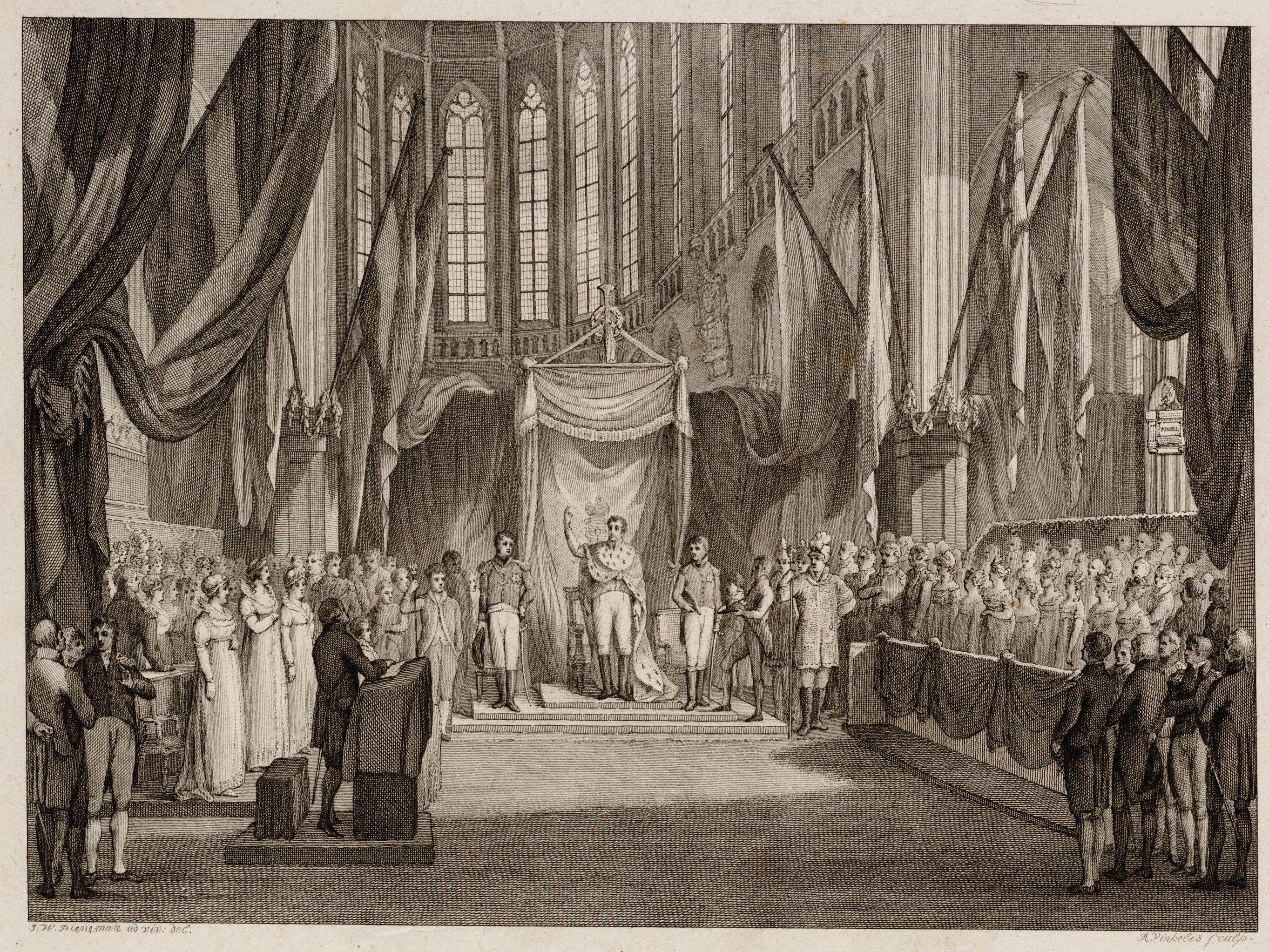
Der erste, 1814 zur Amtseinführung als Fürst getragene Mantel

In der Inventarliste des Nachlasses des Königs Wilhelm I. (1772–1843) aus dem Jahr 1844 werden zwei rote Samtmäntel aufgeführt, einer getragen zu seiner Amtseinführung als Souveräner Fürst der Niederlande am 30. März 1814 in Amsterdam, der andere zur Königskrönung am 21. September 1815 in Brüssel. Warum innerhalb eines Jahres bereits eine neue Robe angefertigt wurde, findet vielleicht eine Erklärung in der Ausführung des ersten Mantels. Dieser wird in dem Inventar als „mit Hermelin umsetzt“ beschrieben, der zweite als „mit Hermelin gefüttert“. Der erste Mantel aus dem Jahr 1814 hatte demnach wohl nur eine Hermelinumrandung und war damit weniger prächtig. Es ist nicht bekannt, wie dieser frühere Mantel sonst noch ausgesehen hat. Auf dem nur wenig zuverlässigen Stich von R. Vinkeles nach einer Zeichnung von J. W. Pieneman sieht man einen vorn offen fallenden Mantel, mit Hermelin besetzt und einer zusätzlichen Pelerine aus Hermelin. Jedenfalls wurde er als nicht gut genug für die Königsweihe befunden.
Ein Bericht des Obersten Adelsrats belegt, dass ein Entwurf für einen neuen, königlichen Mantel angefertigt wurde. Die heutige Kenntnis über das Aussehen des bei der Königskrönung am 21. September 1815 getragenen Mantels beruht auf einem von den Ständen von Overijssel in Auftrag gegebenen Porträt von W. B. van der Kooy aus dem Jahr 1818. Die Robe war sehr gewaltig; das mit Hermelin gefütterte und rundum hermelinumrandete Samtcape hatte eine mächtige Schleppe. Die üppige, zwei Felle breite Verbrämung der Vorderkanten geht oben in einen, zu der Zeit in der Herrenmode verbreiteten, Stehkragen über, halsfern und hoch geschnitten. Das Teil wurde über der Brust von einer diamantenen Schmuckspange zusammengehalten. Auf dem roten Samt waren gleichmäßig verteilt goldgestickte niederländische Wappenlöwen aufgenäht. Während der Inthronisation war das Cape vorn unterhalb der linken Schulter mit dem Stern des Hosenbandordens dekoriert.
Unter dem Mantel trug Wilhelm I. einen dunkelblauen, silberbestickten Rock mit roten Aufschlägen und hohem roten Kragen; darunter eine weiße Strumpfhose und Reitstiefel. Ein runder schwarzer Hut mit einem üppigen weißen Federbusch am umgeschlagenen Rand ergänzte das königliche Kostüm.
Es ist wahrscheinlich, dass Paul Christian Arbeiter mit der Anfertigung des Hermelinpelzes für den Königsmantel betraut worden war. Der aus einer deutschen Handwerkerfamilie stammende Pelzschneider war ein Jahr zuvor durch Wilhelm zum Hofkürschner ernannt worden.

### Der Mantel von Wilhelm II.

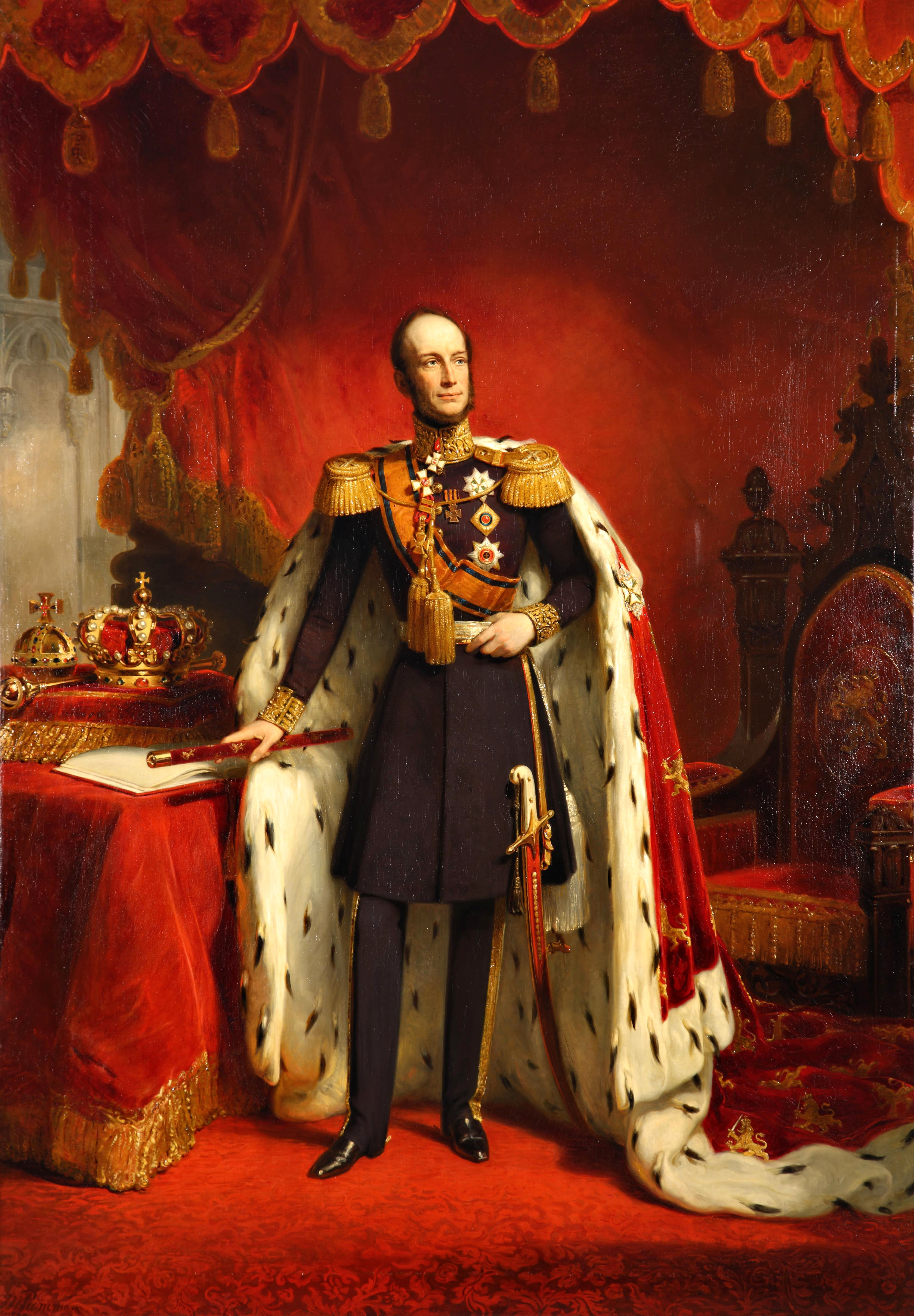
Wilhelm II. im Königsmantel

Wilhelm II. (1792–1849) übernahm das Königsamt anderthalb Monate, nachdem sein Vater abgedankt hatte. Vor Wilhelms II. „Inhuldigung“ am 28. November 1840 ersetzte der Kürschner Arbeiter den ursprünglichen Stehkragen des Königsmantels durch eine große Pelerine. Er berechnete dem kommenden König dafür 90 Gulden. Das Auffrischen des Hermelinfutters und der Hermelinverbrämung kostete 12 Gulden, die Reparatur des Pelzes einschließlich der dafür benötigten neuen Felle 45 Gulden. Außerdem übernahm die in Den Haag ansässige Firma Arbeiter für über 130 Jahre die Aufbewahrung des königlichen Mantels in der Zeit, in der er nicht benötigt wurde, zusammen mit den übrigen Pelzen des Königshauses. Bis zum Jahr 1948 führte das Unternehmen vor jeder Inthronisation die jeweils anfallenden Reparaturen und Erneuerungen aus.
Die über dem Mantel befindliche Pelerine ermöglichte es dem angehenden König, den Mantel auch geschlossen zu tragen. Trotzdem entschied er sich für die schwierigere Version, bei der das Teil nur auf den Schultern festgehakt und vor der Brust mit einer Goldkordel zusammengehalten wurde. Die eigentliche Befestigung blieb unter den mächtigen Epauletten verborgen.
Der unter dem Mantel getragene Rock entsprach dem der freiwilligen Soldaten der „Tiendaagse Veldtocht“, ein wiederum von russischen Uniformen des Jahres 1812 inspirierter Militärrock. Tiendaagse Veldtocht, die 10-Tage-Kampagne, war ein 1831 unternommener, erfolgloser Versuch Wilhelms I., einen in Belgien im Jahr davor ausgebrochenen Aufstand zu beenden. Eine zylinderförmige Kopfbedeckung gehörte zur Uniform der Weißen Husaren Nr. 6, über die ihm sein Schwager Zar Alexander I. im Jahr 1816 das Ehrenkommando verliehen hatte.
Wilhelm II. war kräftiger gebaut als sein Vater. Vermutlich trug er deshalb den Mantel zurückgesetzt auf der Rückenschulter, jetzt nicht mehr vorn am Hals durch eine Brosche zusammengesteckt, sondern durch eine Kordel mit Quaste weit auseinander gehalten.

### Der Mantel von Wilhelm III.

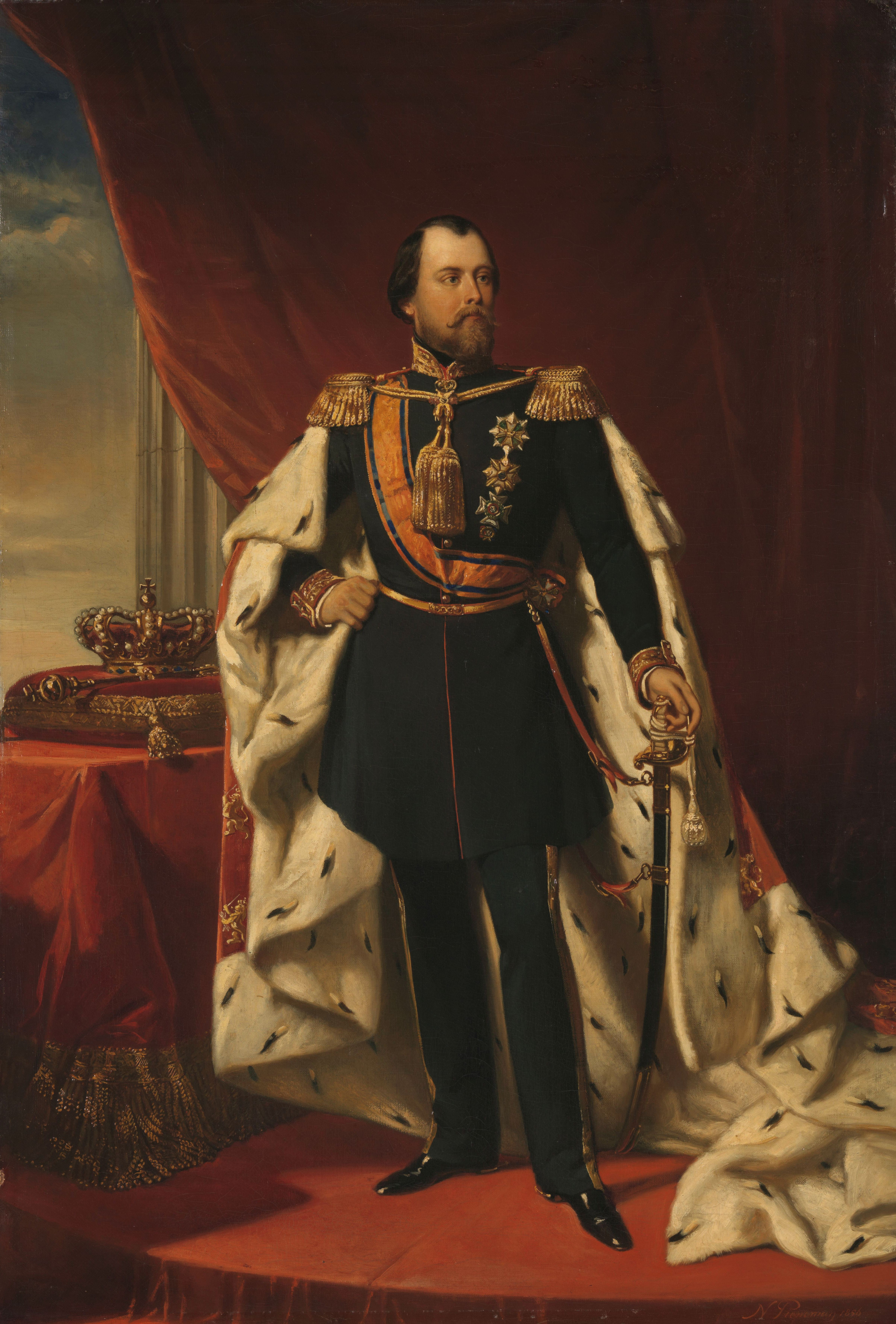
Wilhelm III. im Königsmantel

Als Wilhelm II. 1849 starb, folgte ihm der Kronprinz als König Wilhelm III. (1817–1890) in die Königs- und Großherzogswürde nach. Für ihn wurde der Mantel nicht sichtbar verändert. Bei seiner Inthronisation am 12. Mai 1849 trug er ihn so wie sein Vater.

### Der Mantel von Wilhelmina

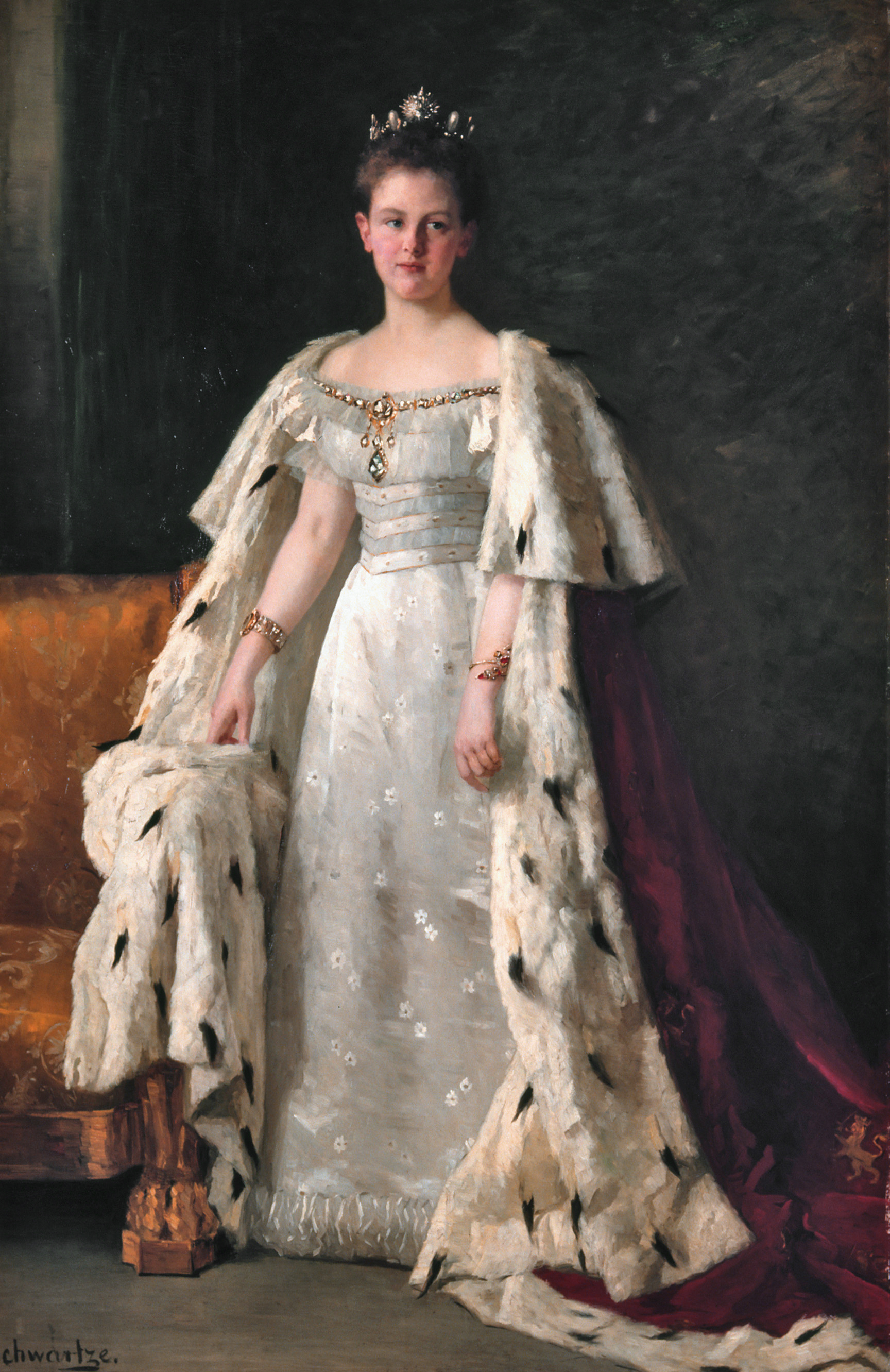
Wilhelmina mit Königsmantel
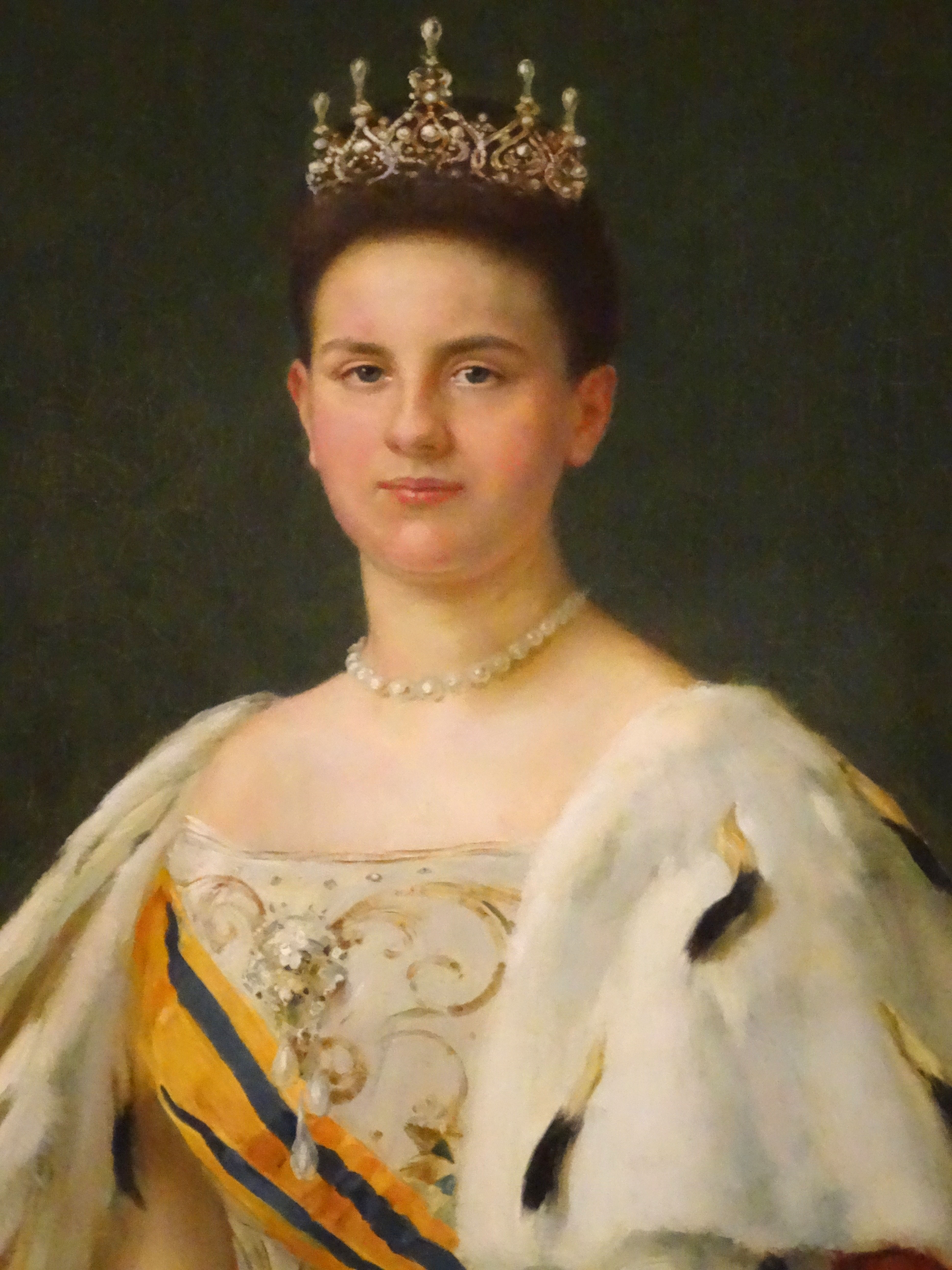
Königin Wilhelmina (1898)

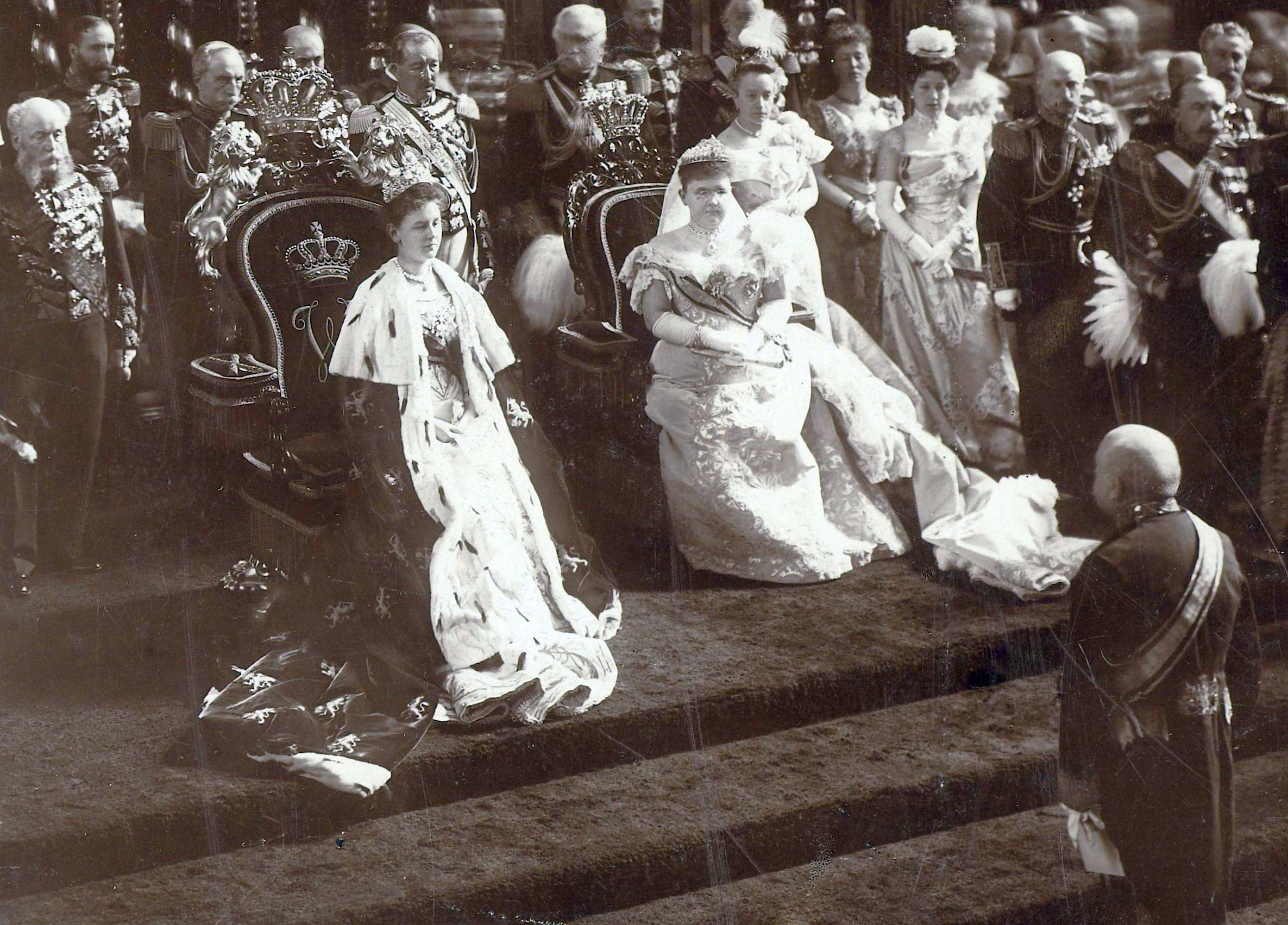
Königin Wilhelmina bei der Inthronisation in der Nieuwe Kerk

Nachdem König Wilhelm III. im Jahr 1890 gestorben war, wurde die zehnjährige Wilhelmina (1880–1962) Königin. Bis zu ihrer Volljährigkeitserklärung an ihrem 18. Geburtstag stand sie noch unter der Vormundschaft ihrer Mutter. Königin Wilhelmina war die erste Frau auf dem niederländischen Thron. Ihre Inthronisation fand am 6. September 1898 statt. Für die erst 18-jährige Monarchin wurde eventuell auch nichts am Königsmantel geändert, vielleicht wurden die Schultern und die Pelerine schmaler gemacht. Das Teil mit dem Cape passte durchaus in die damalige bürgerliche Mode, die Damen hatten auch außerhalb des Hofes vielfach kleine Schulterumhänge aus Pelz umgelegt. Zwei der vier Adjutanten trugen die Schleppe, die beiden anderen hielten den Mantel in der Mitte, um den Druck auf die Schultern zu verringern. Während der Huldigung wurde die Schleppe von allen vier Adjutanten gehalten.
Eine Palastdame der Königinmutter Emma schrieb in ihr Tagebuch, dass Wilhelmina den Stuhl, auf dem ihr Vater bei seiner Inhuldigung saß, etwas alt fand, „aber da mein Vater ihn benutzt hat, werde ich ihn auch benutzen, ebenso seinen Hermelinmantel“.
Am 4. September 1948 dankte Wilhelmina zugunsten ihrer Tochter Juliana ab.

### Der Mantel von Juliana

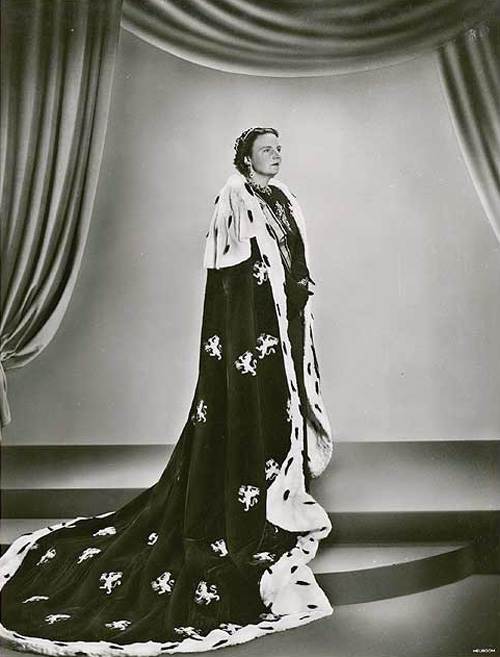
Juliana im Königsmantel

Juliana (1909–2004) wurde am 6. September 1948 in ihr königliches Amt eingeführt, nachdem ihre Mutter Wilhelmina abgedankt hatte.
Nico de Groot arbeitete zu der Zeit als junger Kürschner bei dem Pelzcouturier Arbeiter in Den Haag auf der Laan van Meerdervoort, der längsten Avenue der Niederlande. Er erinnerte sich später an die Aufregung, die es gab, als die Nachricht eintraf, dass der Hermelinmantel für die „Inhuldigung“ von Juliana benötigt werde: „Herr Bakels, unser Betriebsleiter, ließ Königin Wilhelmina wissen, dass der Mantel in einem sehr schlechten Zustand war. Der Samt war verschossen und das Hermelin hätte eigentlich ersetzt werden müssen. Königin Wilhelmina antwortete, Hermelin sei zu teuer und wir sollten Kanin für die Wiederherstellung nehmen.“ Zu der angebotenen Restaurierung kam es dann nicht, stattdessen wurde der Mantel abgeholt. In der Hofkürschnerei herrschte daraufhin große Niedergeschlagenheit. Es war dort auch kaum ein Trost, dass Juliana drei Guanakofell-Jacken für die ältesten Prinzessinnen bestellte, die von den Mädchen während der Inthronisationsfeier getragen wurden.
Der alte Königsmantel mit der langen Schleppe wurde hinüber in den Königspalast gebracht. Dort hatte die angehende Königin ein Arbeitszimmer für den erst 19-jährigen Basler Couturier Erwin Dolder einrichten lassen, den sie durch eine Freundin, die niederländische Industriellengattin Valti van Leeuwen, kennengelernt hatte. Dort arbeitete er das blaue Kleid, das Juliana bei der Inthronisation unter dem roten Cape trug, ebenso gestaltete er den Kopfschmuck mit Juwelen aus ihrem Familienbesitz. Dolder kaufte nach dem Eintreffen der unansehnlich gewordenen Robe eigenmächtig in seiner Heimatstadt im Modehaus „Zum wilden Mann“, einem Spezialgeschäft mit großer Stoffabteilung, neuen Samt für den Mantel (nach Jean-Martin Leonhardt, Inhaber eines Modehauses in Arosa und jahrelanger Freund Dolders). Der Samtmantel wurde in der Basler Gardinennäherei Klingele genäht, wo man gewohnt war, mit so großen Stoffflächen umzugehen. Das Schnittmuster stellte Dolder. Er hatte die Form etwas abgeändert, die Ecken waren jetzt abgerundet. Während die aufliegende Pelerine vorher nur am Hals an dem Mantel befestigt war, verband Dolder die beiden Teile jetzt auch an den Vorderkanten. Bei der Basler Plisseeanstalt Schwestern H. & F. Kerber ließ er die alten Löwenstickereien, laut Rechnung 80 Motive, wieder applizieren.
Da drei Jahre nach Kriegsende in den Niederlanden kein Hermelinfell zu bekommen war, ließ Dolder beim Pelzhaus Goldfarb in Basel, ebenfalls von sich aus, ein neues Hermelinfutter und eine großteils neue Hermelinpelerine kürschnern. Dass es sich nun nicht mehr um den originalen Königsmantel handelte, teilte er der angehenden Königin erst beim Ankleiden am Tag ihrer Inthronisation mit. Nur ein kleiner Teil des Hermelins und die goldgestickten Löwen stammten noch von dem alten Mantel.

#### Der Couturier Erwin Dolder

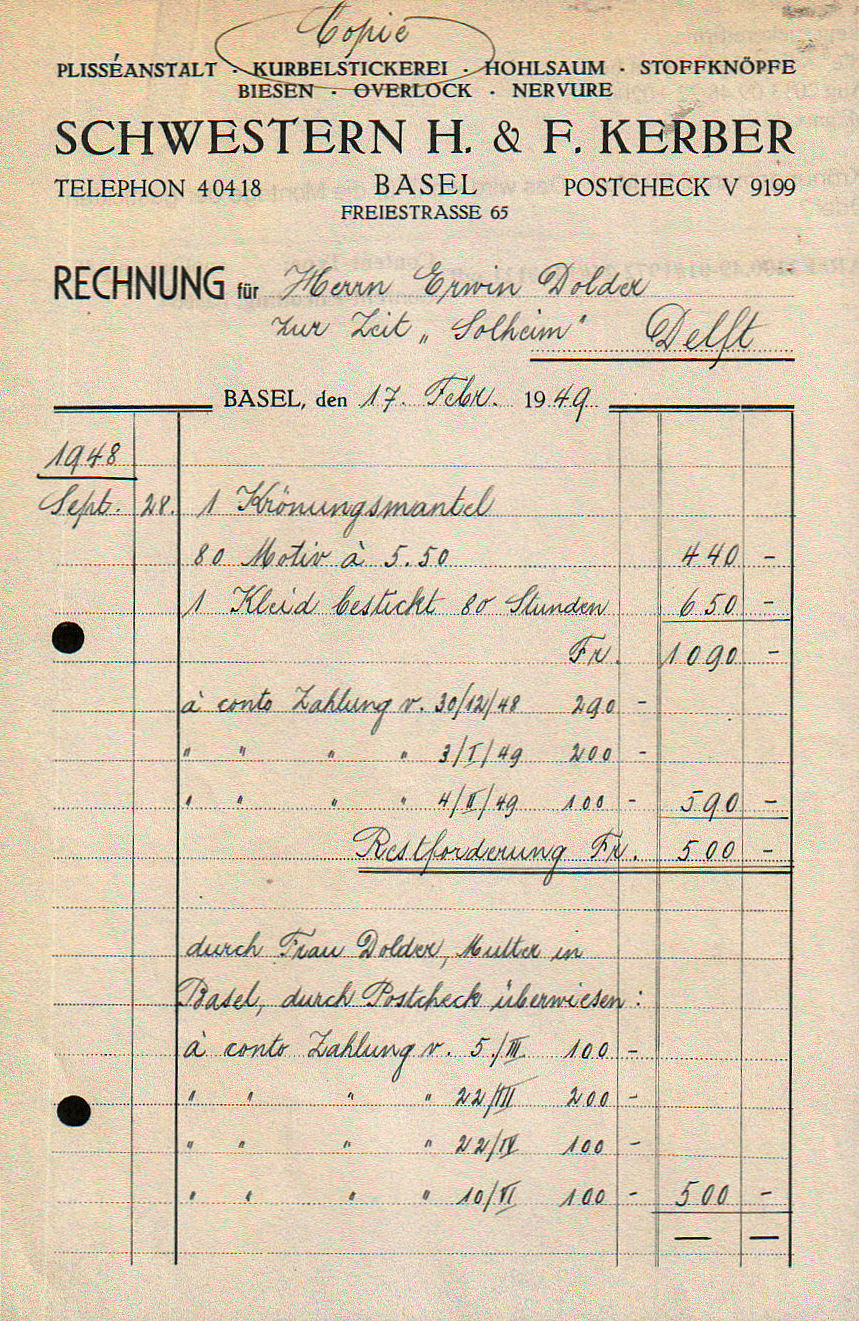
Rechnung an Erwin Dolder für das Feststicken der Löwenembleme

Erwin Roger Dolder (* 1928 in Basel; † 1970) war das einzige Kind des Basler Gepäckträgers Oscar Dolder und der Hausfrau Rosa Adèle Dolder. Zwischen 1944 und 1946 besuchte er die Frauenschule in Basel, wo er das Schneidern lernte. Anschließend arbeitete er beim Basler Couturier Fred Spillmann. Er hatte keine Kinder.
Im Oktober 1948, einige Wochen nach Julianas Inthronisation, kehrte Dolder nach Basel zurück. Er erhielt aus der königlichen Buchhaltung einen Scheck über gut 3000 Gulden. Eine Kopie des Schecks ist erhalten, zusammen mit anderen Andenken an die Höhepunkte von Dolders Karriere. Ob es die Bezahlung für den königlichen Mantel war oder aber für andere, für Juliana gefertigte Kleidung, ist unklar. Die Kunsthistorikerin Dieuwke Grijpma, die sich intensiv mit der Geschichte des Königsmantels befasst hat, ließ ausrechnen, dass die Erneuerung das Mantels etwa zwischen 9000 und 12.500 Gulden hätte kosten müssen. Sie hält es deshalb für wahrscheinlich, dass Juliana den neuen Mantel nicht bezahlte, da sie eine Erneuerung nicht in Auftrag gegeben hatte.
Folgt man der Erinnerung von Rolf Leimgruber, einem Kürschner der Firma Goldfarb, in dessen Werkstatt das Hermelinfutter gearbeitet wurde, wurde auch dort der Auftrag nicht bezahlt. Es ging um eine beträchtliche Summe, deren Ausfall dem Inhaber der Firma erheblich weh tat. Der noch sehr junge und zudem etwas naive Dolder hatte, wohl um den erhebliches Renommee versprechenden Auftrag zu erhalten, den ursprünglichen Preis viel zu niedrig angesetzt. Den im Bundesarchiv in Bern aufbewahrten Rechnungen und der Korrespondenz ist zu entnehmen, dass sich die Verbindlichkeiten des niederländischen Königshauses in der Schweiz letztlich auf insgesamt 28.509 Schweizer Franken summierten. Als Schweizer Rechtsanwälte mit einem Skandal drohten, intervenierte der Schatzmeister der Königin und veranlasste die Bezahlung von 13.000 Franken, die Rechnung des Pelzhauses Goldfarb war jedoch nicht dabei. Leimgruber unterstellt, das dies der Grund war, weshalb im Beisein seines Chefs generell nicht mehr über Königinnen gesprochen werden durfte – jedenfalls nicht, ohne dass Victor Goldfarb „rasend“ wurde. Einen kleinen Teil bezahlte Dolder mit von seinen Eltern geliehenem Geld.
Es heißt, dass Königin Juliana ihrem damaligen Hofschneider die eigenmächtige Erneuerung des Königsmantels vergeben hat, unter der Voraussetzung, dass er dies nicht öffentlich macht. Falls es das Versprechen gegeben hat, so hat Dolder es zumindest nicht gehalten, er erzählte die Geschichte im Freundeskreis herum. Riet en Wim, die Besitzerin eines Antiquariats aus Delft, berichtete später, wie sie, gemeinsam mit ihrem Ehemann, Dolder besuchte: „Als wir uns gesetzt hatten, legte Erwin einen riesigen verschossenen Samtlappen vor uns auf den Boden. Überall auf dem Lappen gab es hellrote Flecken, die wie kleine Löwen ausschauten. Erwin erzählte uns, dass das einmal der alte Königsmantel gewesen war und dass er einen neuen Mantel für Juliana gemacht hatte. Die Löwen des alten Mantels hatte er auf den neuen genäht.“ Auch gab es viele Besucher der Basler Schwulenszene, die miterlebt hatten, dass Dolder in den 1960er Jahren den alten Königsmantel trug, als „ein Geschenk der Königin Juliana“.
In den ersten, anschließenden Jahren war Dolder in Paris, wo er unter anderem Garderobe für Zarah Leander, Norma Shearer und Edith Piaf herstellte. Eine Zeit lang wirkte er in London und anschließend in verschiedenen südamerikanischen Ländern, wo er auch ein Kleid für Evita Peron arbeiten durfte.
In einem Interview erzählte Dolder einer argentinischen Journalistin von dem niederländischen Krönungsmantel: „Ich hatte mir ein spezielles System erdacht, wie der schwere Mantel ohne Verschluss auf ihren Schultern ruhen würde, in dem Moment, wo sie die Hand heben musste, um den Eid zu sprechen. Es dauerte nur einen Augenblick und das Cape lag ganz um ihre Schultern“.
1963 kam er nach Holland zurück, wo seine Bekannte Valti van Leeuwen in ihrem Haus für ihn ein Atelier und eine Wohnung für ihn und seine Eltern einrichtete. Erneut arbeitete er für Königin Juliane und andere adelige Damen des Hofes. Die Bezahlung war offenbar schlecht, seine Kundschaft erwartete von ihm einen Prominentenbonus, nicht immer bekam er seine Leistungen auch bezahlt. Wahrscheinlich lebte Dolder auch über seine Verhältnisse, man sagte ihm nach, dass er kein rechtes Verhältnis zum Geld hatte. Jedenfalls war er Ende 1956 so verschuldet, dass er nach Ablauf seiner Aufenthaltsgenehmigung aus den Niederlanden abgeschoben wurde. In Basel gelang es ihm nicht, sich wieder zu etablieren, letztlich musste er dort wegen erneut hoher Verbindlichkeiten sogar ins Gefängnis. Während seines Auslandsaufenthalts hatte er den Überrest des alten Königsmantel bei seiner Mutter gelassen. In seinen letzten Lebensjahren trug er ihn bei regelmäßigen Besuchen in Homo-Bars, über den weiteren Verbleib des Relikts ist nichts bekannt. 1970 starb Erwin Dolder an einem Gehirntumor.

### Der Mantel von Beatrix

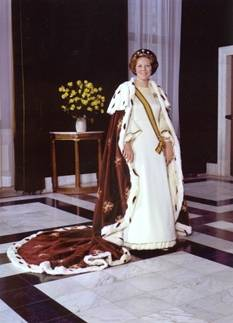
Beatrix im Königsmantel

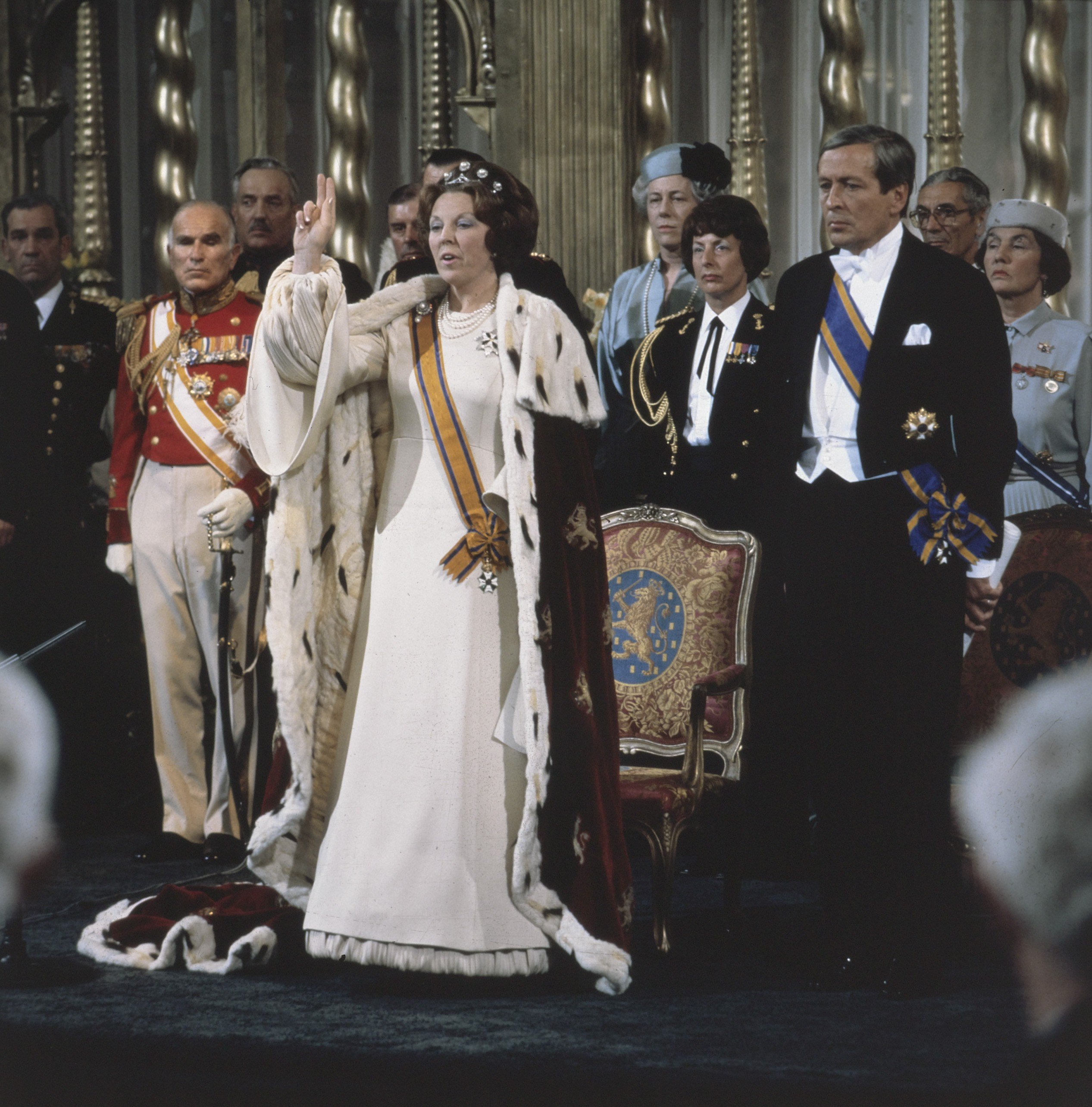
Inhuldigung Beatrix

Königin Juliana gab den Königsmantel nicht mehr zum Kürschner in die Pelzkonservierung. Sie verwahrte ihn stattdessen in einer kleinen Bleikiste auf. Als man ihn 1980 wegen der anstehenden Inthronisation von Tochter Beatrix (* 1938) herausnahm, stellte man fest, dass das Fell „unglaublich faltig“ war und der rote Samt auf das Hermelin und das Seidenfutter abgefärbt hatte. Es wurde deshalb die Anfertigung einer neuen Hermelinpelerine veranlasst, unter der Verantwortung der Amsterdamer Couturière Theresia Vreugdenhil (1929–2012). Dem Augenschein nach wurden jedoch keine neuen, sondern die alten, vergilbten Hermelinschweife wieder aufgesetzt. Der Hermelinpelz des Mantels, Futter und Verbrämung, sollte nicht noch einmal erneuert werden. Die noch verwertbaren Teile der Kapuze wurden zur Reparatur des Pelzfutters benutzt, reichten dafür jedoch nicht aus. Das ehemals schneeweiße Haar war inzwischen so sehr vergilbt, dass es mit neuen Fellen nicht farblich passend zu reparieren oder zu ergänzen war. Beatrix’ Schneiderin hörte sich deshalb bei ihrer Kundschaft um, ob dort nicht noch Hermelinkleidung vorhanden wäre. Drei Kunden meldeten sich. Verwendet wurde das Hermelincape von Elly Brenninkmeyer-Maurer, der Ehefrau des Chefs der Firma C & A Brenninkmeyer. Die Brenninkmeyers haben die Geschichte nie nach außen getragen, nur in deren Familienkreis hieß es immer wieder „ein Königsmantel mit Pelz von C&A“.
Auf den offiziellen Fotos anlässlich der Inthronisationen von Beatrix lässt sich erkennen, dass der Schnitt des Mantels bei der Reparatur und Anpassung zumindest in der Länge nicht verändert wurde, die Vorderteile enden bei der größeren Beatrix sichtbar höher als bei Juliana. Zwei zusätzliche Knebelverschlüsse in Schulterhöhe sorgten für einen sicheren Halt während der Eideszeremonie mit gehobenem Arm. Alle ihre vier Adjutanten wurden benötigt, die abgerundete Mantelschleppe zu tragen.
Das darunter getragene Kleid ist die Kreation von Theresia Vreugdenhil, es wurde 1984 vom Huis ten Bosch in Verwahrung genommen. In vielen Königshäusern ist es üblich, die Roben zur Besichtigung auszustellen. Verschiedene Bitten dazu vor der Zeremonie wurden abgelehnt, auch eine diesbezügliche Anfrage vom Museum zur Geschichte des niederländischen Königshauses Paleis het Loo an die Königin nach der Inthronisation wurde abschlägig beschieden.

### Der Mantel von Willem-Alexander

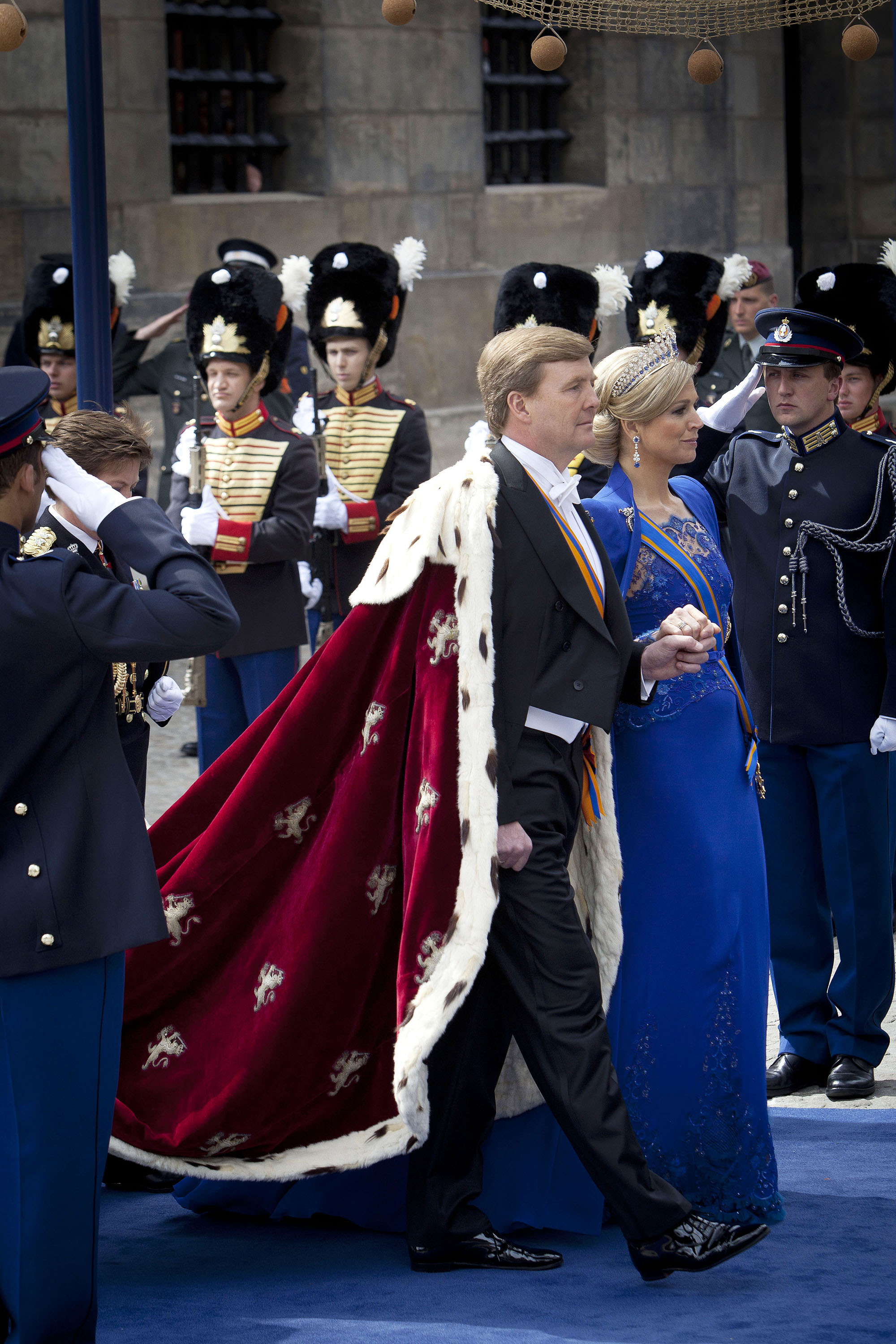
Willem-Alexander mit Königsmantel

Mit der Amtseinführung von Willem-Alexander (* 1967) am 30. April 2013 erhielt die Frage, ob es sich bei seinem Mantel noch um das Original aus dem Jahr 1814 handelt, öffentliche Aufmerksamkeit. Der Reichsinformationsdienst (RVD) hatte vorab mitgeteilt, dass der angehende König den Mantel aus dem Jahr 1815 bei seiner Amtseinführung tragen werde. Willem-Alexander stellte das Teil als Sinnbild für die Beständigkeit des holländischen Königshauses in einem Fernsehinterview dar: „Ich stehe nun einmal für die Kontinuität eines Systems von 200 Jahren, da gehört der Mantel dazu“. Er erwähnte die darauf befindlichen Löwen aus Silberdraht, die alle etwas dunkler geworden waren und ein wenig poliert werden müssten. Ansonsten wäre der aus dem Kasten geholte Mantel, nachdem er etwas geputzt und repariert wäre, völlig gebrauchsfertig. Dieuwke Grijpma hatte inzwischen jedoch die Geschichte des Mantels recherchiert und als Ergebnis festgestellt, dass nur noch die aufgestickten, etwas oxydierten Löwen vom ursprünglichen Mantel übrig geblieben waren.
Auf eine parlamentarische Anfrage hin antwortete Premierminister Mark Rutte (im März, knapp zwei Monate vor der Inthronisation): „Der historische Mantel ist mit von Hermelinen stammendem Pelz hinterlegt. Seit der Amtseinführung im Jahr 1980 wurde für den Mantel kein Pelz mehr verarbeitet. Dies ist auch nicht beabsichtigt.“
Um den Mantel möglichst lang erscheinen zu lassen, trug Willem-Alexander ihn zurückgesetzt auf den Schulter, ähnlich wie bereits seine Mutter Beatrix, darunter einen Frack mit orange-blauer Schärpe. Der etwas sperrige Fall des Mantels während der Inthronisationsfeierlichkeiten deutet darauf hin, dass der Hermelinpelz vorher durch eine Einlage stabilisiert wurde, um ein Reißen des feinen, durch natürliche Alterung morschen Leders zu verhindern.
Anfang 2014 erhielt die Malerin Saskia Vugts von der Gemeinde Vught Auftrag, für den Thronsaal des alten Rathauses ein offizielles, lebensgroßes Porträt von König Willem-Alexander im Königsmantel zu schaffen.

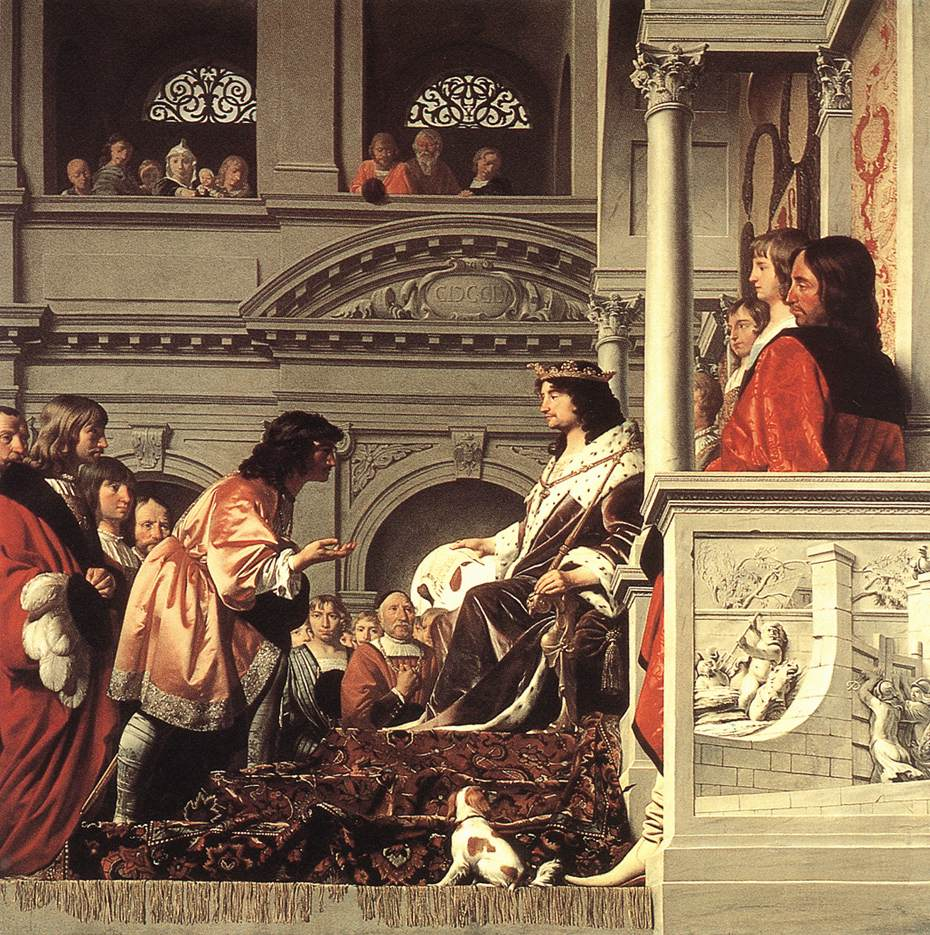
Hermelingeschmücktes Krönungsornat 1654: Wilhelm von Holland (1228–1256) Graf von Holland, römisch-deutscher Gegenkönig, römisch-deutscher König